# Купирање
Купирање је одсјецање дијела нечега на тијелу, као што је животињски реп. Ријеч се најчешће користи као термин да одсијецање дијела животињског репа или ушију. 

## Историја
У самим почецима, купирање се радило из практичних разлога. На примјер, великим коњима који су се користили за вучу великих терета се купирао реп како би се спријечило упетљавање коњске длаке на репу са амовима. Било би опасно за коња и незгодно за газду коња да веже реп прије сваког коришћења коња у раду.
Традиција купирања код паса потиче из доба римског царства, када се вјеровало да црви који се налазе у репу пса изазивају бјеснило. Ово је вјеровање довело до тога да се реп купирао из превентивних разлога.
Код ловачких паса, се реп купирао како би се спријечило запетљавање длаке, као и због чињенице да су често у борби са другим животињама (мање су рањиви ако уши и реп нису превише изражени на тијелу). Ово исто важи и за уши.
Код паса који су намијењени за чување имовине, као што су добермани или боксери, уши су купиране како би изгледали страшније.
Одгајивачи, такође, сматрајући да репови њихових паса нису лијепи или нису здрави (многа штенад сломе реп приликом порода и он остаје неспретно да виси на псу; реп може да отпадне или закржља захваљујући ниским темпаратурама којима су штенад изложена), настављају и даље да их купирају.

## Данас
Купирање се обавља најчешће одмах по штењењу паса, како би рана зарасла лако и исправно. Други разлог због којега се купирање врши одмах по штењењу, јесте вјеровање да тек оштењени кучићи не слабо осјете повреду (што није научно доказано). Данас, купирање обављају ветеринари који за то имају потребне дозволе (барем кад су у питању купирања штенади из респектабилних одгајивачница), иако постоје и друге методе као што је стављање тијесне гумице око коријена, па послије дужег времена реп се осуши и сам отпадне (ово, такође продужава вријеме бола код штенета и повећава вјероватноћу инфекције).
У многим земљама се купирање сматра као непотребна грубост према животињи или сакаћење, па је стога и у потпуности забрањено. Због овакве политике, полако, и некупирани пси улазе ревноправно у рингове на изложбама, са својим купираним рођацима.

## Аргументи против купирања
Роберт Вансбро (Robert Wansborough) излаже разлоге против купирања (документ из 1996  ). Како реп код паса служи за комуникацију са другим псима, као и са људима, пас са купираним репом није у могућности да покаже страх, агресивност, пажњу, жељу за игром и тако даље. Такође, неким псима, реп служи као кормило док пливају, као и за одржавање равнотеже док трче, па активни пси који ускраћени за свој реп, ускраћени су и за ове функције које им реп пружа. Седмогодишње истраживање, које је господин Вансбро провео, доказало је да некупирани репови се мање озљеђују него купирани. Осим ових аргумената против купирања, постоје и аргументи за купирање, међутим, једно је сигурно, купирање изазива бол и може да доведе до проблема у понашању.

## Купирања у пољопривреди
Купирање репа се ради и над стоком у пољопривреди из различитих разлога. У неким случајевима, купирање служи да се животиње које се држе у уским контејнерима или торовима не повређују. Такође се овим спречава да животиње себи или другој животињи одгризу реп. Реп код оваца се купира из санитарних разлога.